# Monumento de los Bravos
El Monumento de los Bravos (en francés: Monument des Braves) es un cenotafio ubicado en Shawinigan, en la provincia de Quebec al este de Canadá. Fue terminado en 1948, cuando François Roy era el alcalde. El monumento está situado en el centro de Shawinigan en la intersección de la calle Cuarta y la Promenade du Saint-Maurice (entonces calle Riverside), cerca del río Saint-Maurice. 
Fue diseñado por el arquitecto de Trois-Rivières J. Cuvelier y se compone de un alto obelisco de granito de 35 pies (10,7 m) cubierto con un casco de soldado y una corona de la victoria. Una espada debajo de tres coronas de laurel aparece en la parte norte y sur del monumento. Los nombres de los soldados locales que murieron en la Primera Guerra Mundial se muestran en el lado sur. Los que murieron durante la Segunda Guerra Mundial son recordados en el lado norte de la estructura.